# Charles Grey, 1:e earl Grey

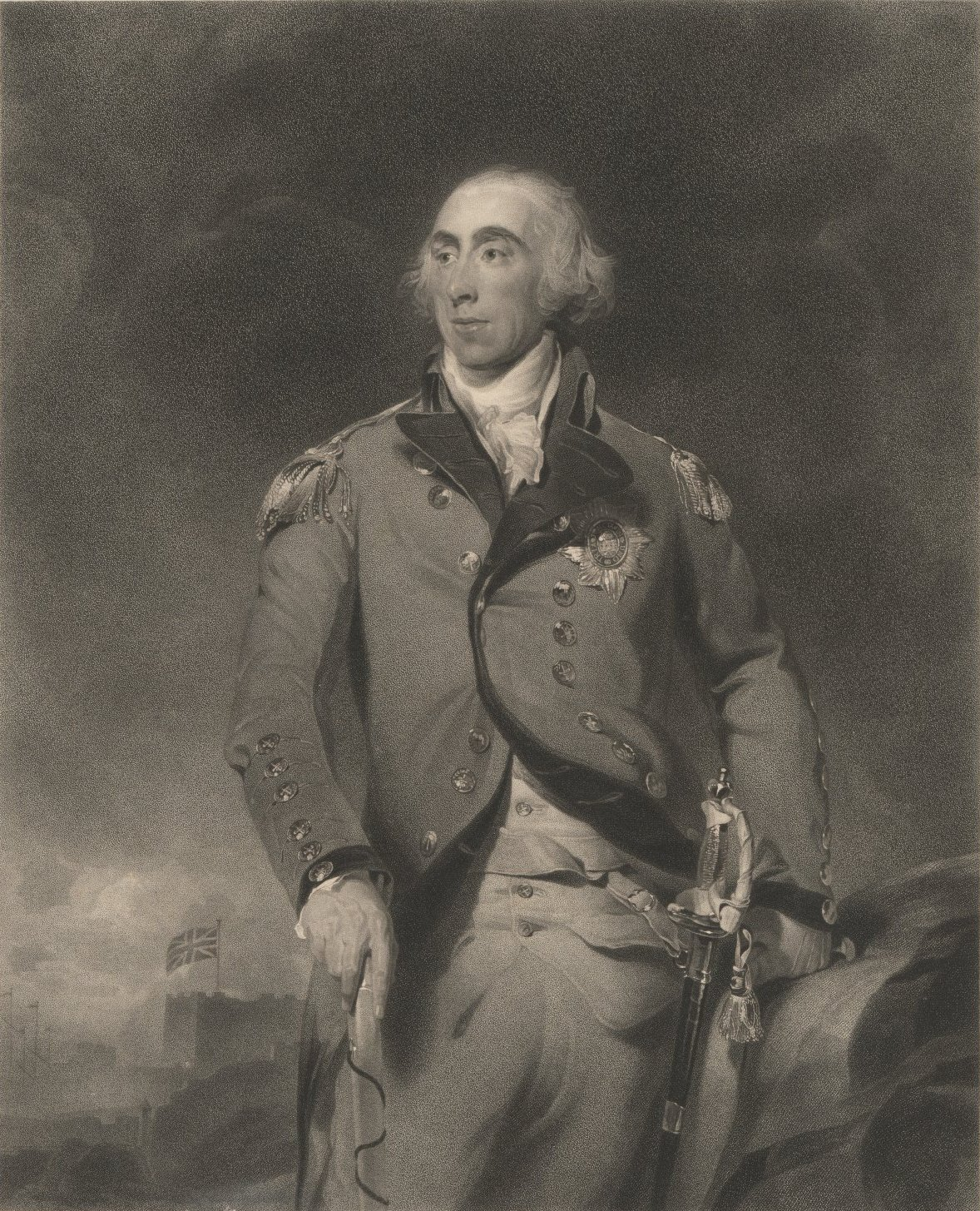
1:e earl Grey.

Charles Grey, 1:e earl Grey, född den 23 oktober 1729, död den 14 november 1807, var en brittisk militär, far till Charles Grey, 2:e earl Grey. 
Grey ingick 1748 i armén, blev överste 1772 och sändes 1776 med generalmajors rang till Nordamerika, där han 1777 besegrade general Wayne och vid flera andra tillfällen visade duglighet.   
Vid hemkomsten 1782 blev han generallöjtnant, utmärkte sig 1793-94 i Västindien som chef för landstigningstrupperna på amiral Jervis' eskader och blev 1795 general.
Vid avskedstagandet 1801 blev Grey upphöjd till baron (Grey de Howick) samt 1806 till earl Grey och viscount Howick.